# Роџерс (Минесота)
Роџерс (енгл. Rogers) град је у америчкој савезној држави Минесота.

## Демографија
По попису из 2010. године број становника је 8.597, што је 5.009 (139,6%) становника више него 2000. године.
| Група             | 2000.         | 2010.         |
| Белци             | 3.467 (96,6%) | 7.765 (90,3%) |
| Афроамериканци    | 13 (0,4%)     | 205 (2,4%)    |
| Азијати           | 24 (0,7%)     | 302 (3,5%)    |
| Хиспаноамериканци | 35 (1,0%)     | 160 (1,9%)    |
| Укупно            | 3.588         | 8.597         |